# 艾林郡王
艾林·精思汗（Әлен Жеңісханұлы 1889年—1960年）哈萨克族，新疆吉木乃人，哈萨克贵族。人称“艾林郡王”。

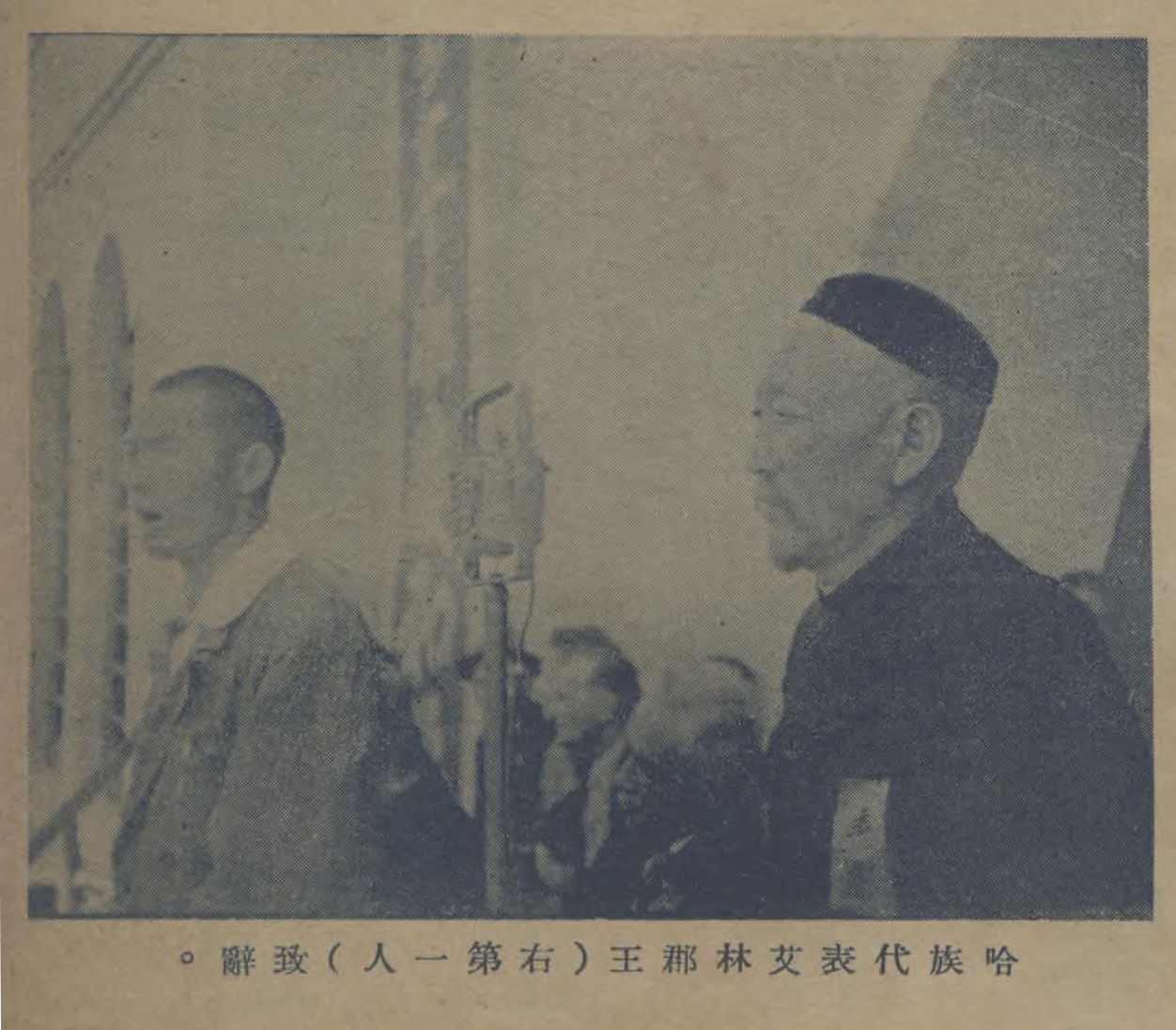
迪化各界慶祝和平大會盛況：哈族代表艾林郡王致辭

## 生平
出身哈萨克托熱贵族家庭，为库库岱公四代孙。少年时，在当地经文学校接受伊斯兰教教育。民国元年（1912年），袭爵任统领。1912年，被袁世凯册封为郡王，故而人称“艾林郡王”。1933年新疆“四·一二政变”之后，盛世才掌权，艾林出任新疆省政府委员。盛世才统治时期，艾林受到新思想影响，在哈萨克族牧民中间推广新工具和新技术，自苏联进口大批种畜，还从苏联进口奶油分离器、割草机、羊毛剪等等。他还曾捐献大批牲畜支援抗日。
1937年，出席蒙哈柯代表大会时，被盛世才扣押，1938年被关入监狱。1944年盛世才下台，中国国民党掌握新疆大权，艾林被开释，被派赴阿勒泰等地宣抚。1945年返迪化（今乌鲁木齐）。
1949年，艾林参加新疆和平起义。后来任新疆省人民政府顾问。
1960年，艾林·精思汗逝世。

## 家庭
- 父：精思汗
- 异母弟：沙里福汗·精思汗
- 妻：哈德万